# 哈伦·卡马拉
哈伦·卡马拉（阿拉伯語：هارون كمارا，1998年1月1日—）是出生于几内亚的沙特阿拉伯职业足球运动员，司职前锋。现效力于沙特阿拉伯职业足球联赛的伊蒂哈德，也代表沙特阿拉伯国家足球队。

## 荣誉
伊蒂哈德
- 沙特阿拉伯职业足球联赛冠军：2022-2023
- 沙特超级盃冠军：2022